# Płetwonurek KDP/CMAS
Płetwonurek KDP/CMAS – uprawnienia płetwonurkowe w ramach organizacji KDP/CMAS w której wyróżniamy następujące stopnie nurkowania rekreacyjnego:
- Płetwonurek Młodzieżowy KDP/CMAS (PM) - uprawnia do nurkowania na głębokość do 2 m - 6 m
- Płetwonurek KDP/CMAS * (P1) – uprawnia do nurkowania na głębokość do 20 m
- Płetwonurek KDP/CMAS ** (P2) – uprawnia do nurkowania na głębokość do 40 m
- Płetwonurek KDP/CMAS *** (P3) – uprawnia do nurkowania na głębokość do 50 m
- Płetwonurek KDP/CMAS **** (P4) – uprawnia do nurkowania na głębokość do 50 m

## Wymagania do rozpoczęcia kursu

### Płetwonurek KDP/CMAS * (P1)
- Ukończone 14 lat (osoby niepełnoletnie wymagają zgody opiekuna prawnego)
- Umiejętność pływania w stopniu wystarczającym (ocena instruktora)
- Brak przeciwwskazań do uprawiania nurkowania

### Płetwonurek KDP/CMAS ** (P2)
- ukończone 16 lat
- posiadanie stopnia Płetwonurka KDP/CMAS * (P1) potwierdzonego certyfikatem KDP/CMAS lub równorzędnego stopnia innej organizacji
- posiadanie stopni specjalistycznych, potwierdzonych certyfikatami KDP/CMAS z zakresu:
  - nurkowania nocnego (PNO)
  - nurkowania nawigacyjnego (PNA),
  - i nurkowania eksploracyjnego (PE) lub równorzędnych stopni innych organizacji
- zalogowane 30 nurkowań (łącznie z nurkowaniami szkoleniowymi), w tym przynajmniej 10 na głębokość większą niż 15 m
- od chwili uzyskania stopnia płetwonurka KDP/CMAS* (P1), wykonane potwierdzone 20 nurkowań stażowych, w tym przynajmniej 10 nurkowań na głębokościach 10-20 m
- zgoda rodziców lub opiekunów prawnych w przypadku osób niepełnoletnich
- orzeczenie lekarza o zdolności do uprawiania płetwonurkowania

### Płetwonurek KDP/CMAS *** (P3)
- ukończone 18 lat
- posiadanie stopnia Płetwonurka KDP/CMAS** (P2) lub równorzędnego stopnia innej organizacji
- posiadanie stopni specjalistycznych z zakresu:

1. nurkowania z użyciem nitroksu (PN1)
2. nurkowania w skafandrze suchym (PSS)
3. nurkowania w zestawie butlowym (PZB) lub nurkowania w konfiguracji bocznej (PKB1)

- ukończenie części medycznej kursu w jednym z poniższych wariantów:

1. patofizjologia i pierwsza pomoc – wskazany przez KDP Ośrodek Medycyny Hiperbarycznej
2. kursy: BLS, OFA – DAN
3. patofizjologia i pierwsza pomoc – SL KDP
4. posiadanie tytułu lekarza medycyny, ratownika medycznego lub ratownika kwalifikowanej pierwszej pomocy przedmedycznej w rozumieniu ustawy o PRM

- uprawnienia do prowadzenia małych jednostek pływających o napędzie mechanicznym
- od chwili uzyskania stopnia Płetwonurka KDP/CMAS** (P2) wykonanie w towarzystwie płetwonurka P3, płetwonurka P4 lub Instruktora Płetwonurkowania KDP/CMAS co najmniej 40 nurkowań na głębokość 10-40 m, w tym przynajmniej 20 nurkowań na głębokość 30-40 m, z których 10 musi być wykonanych w polskich wodach
- konieczność posiadania ważnych badań lekarskich - zaświadczenie o brak przeciwwskazań do uprawiania płetwonurkowania

### Płetwonurek KDP/CMAS **** (P4)
- ukończone 21 lat
- posiadanie stopnia Płetwonurka KDP/CMAS*** (P3) przynajmniej 2 lata
- od chwili uzyskania stopnia Płetwonurka KDP/CMAS*** (P3) wykonane przynajmniej 100 nurkowań w różnych warunkach geograficznych, klimatycznych i hydrologicznych
- orzeczenie lekarza o niestwierdzeniu przeciwwskazań zdrowotnych do uprawiania płetwonurkowania (wydane nie wcześniej niż 1 rok przed datą rozpoczęcia kursu) lub oświadczenie dotyczące stanu zdrowia
- posiadanie minimum 8 specjalistycznych stopni:Płetwonurek Nocny (PNO), Płetwonurek Nawigator (PNA), Płetwonurek Eksplorator (PE), Płetwonurek Poszukiwacz-Wydobywca (PPW), Płetwonurek w Skafandrze Suchym (PSS), Płetwonurek Wrakowo-Morski (PWM), Płetwonurek Podlodowy (PPL), Płetwonurek w Masce Pełnotwarzowej (PMP), Płetwonurek Fotograf (PF1/PF2), Płetwonurek Filmowiec (PFT1/PFT2), Płetwonurek Archeolog (PA1/PA2), Płetwonurek Ekolog (PEK1/PEK2), Płetwonurek ze Skuterem (PS1/PS2), Płetwonurek w Konfiguracji Bocznej (PKB), Płetwonurek Nitroksowy (PN1/PN2/PN2KB), Płetwonurek Głębokiego Nurkowania Powietrznego (PGP/PN2KB), Płetwonurek Trimiksowy (PT1/PT2/PT1KBS), Płetwonurek z SCR (PR), Płetwonurek Jaskiniowy (PJ1/PJ2/PJ3), Płetwonurek w Zestawie Butlowym (PZB), Przygotowanie mieszanin oddechowych (GB), Patofizjologia Nurkowania i Pierwsza Pomoc (PP)

## Przebieg szkolenia

### Płetwonurek KDP/CMAS * (P1)
- 13 godzin zajęć teoretycznych
- 10 nurkowań:
  - 3 nurkowania do 5 metrów
  - 2 nurkowania do 10 metrów
  - 4 nurkowania na głębokościach między 10 a 15 metrów
  - 1 nurkowanie na głębokość 20 metrów

Łączny czas pobytu pod wodą musi być dłuższy niż 120 minut

### Płetwonurek KDP/CMAS ** (P2)
- Część teoretyczna: 15 godzin wykładów

Program:
Sprzęt nurkowy
Ratownictwo nurkowe
Technika i bezpieczeństwo nurkowania
Choroby i urazy w nurkowaniu
Fizyka nurkowania
Hydrologia
Historia nurkowania
Sprawdzian wiedzy teoretycznej i praktycznej
- Część praktyczna: 24 godzin zajęć praktycznych w ciągu 6 dni szkoleniowych. Kurs obejmuje 10 nurkowań w wodach otwartych:
  - w tym 7 nurkowań na głębokość 20 m
  - 1 nurkowanie na głębokość 30 m
  - 2 nurkowania na głębokość 40 m
  - Łączny czas pobytu pod wodą min. 300 min. Szkolenie musi być zrealizowane w ciągu 2 miesięcy

Program:
Nurkowanie sprawdzające z wykorzystaniem latarki, kompasu i boi sygnalizacyjnej
Sprawdzian przygotowania fizycznego
Wynurzenie z partnerem oddychając z zapasowego źródła powietrza
Wynurzenie z partnerem z oddychaniem z jednego automatu oddechowego
Wynurzenie bez płetw
Wydobycie nieprzytomnego nurka
Ratownictwo powierzchniowe
Autoratownictwo
Nurkowanie adaptacyjne przed nurkowaniami głębokimi
Nurkowanie głębokie
Warianty:
1. Kurs stacjonarny - 7 dni ciągłego szkolenia na wodach otwartych
2. Kurs weekendowy - 4 weekendy po 2 pełne dni szkolenia na wodach otwartych

### Płetwonurek KDP/CMAS *** (P3)
- seminaria i wykłady (20 godzin)

Program:
prawne aspekty nurkowania
kierowanie zespołem płetwonurków
wyposażenie płetwonurka P3 i bieżące naprawy sprzętu
ratownictwo nurkowe
fizyka nurkowa – seminarium
fizjopatologia nurkowania – seminarium
nurkowania nietypowe
obsługa małej łodzi
sprawdzian wiedzy teoretycznej i praktycznej
- zajęcia praktyczne (36 godzin) w ciągu 10 dni szkoleniowych, obejmujących 15 nurkowań (łącznie minimum 5 godzin pod wodą), w tym:
  - 4 nurkowania na głębokość 30 m
  - 2 nurkowania na głębokość 50 m

Program:
nurkowanie sprawdzające
sprawdzian przygotowania fizycznego
bieżące naprawy i konserwacja sprzętu nurkowego
obsługa małej łodzi
kierowanie zespołem płetwonurków z realizacją zadanych scenariuszy
ratownictwo podwodne
nurkowanie głębokie (50 m) z instruktorem
nurkowanie głębokie (50 m) z płetwonurkiem P3
zorganizowanie i przeprowadzenie nurkowania nocnego

### Płetwonurek KDP/CMAS **** (P4)
- kwalifikacje Płetwonurka KDP/CMAS****(P4) są nadawane na podstawie wniosku Komisji Kwalifikacyjnej KDP analizującej rejestr nurkowań i inne informacje zawarte w Książce Płetwonurka kandydata

## Kadra kursu

### Kadra kursu na stopień P1
Kurs może prowadzić instruktor z uprawnieniami Instruktora KDP/CMAS * (M1) lub wyższymi. Szkolenie musi być zrealizowane w czasie nie dłuższym niż 2 miesiące.

### Kadra kursu na stopień P2
- Kierownik Szkolenia: Instruktor KDP/CMAS ** (M2),
- Stosunek instruktor/kursanci 1:6

### Kadra kursu na stopień P3
- kierownik szkolenia: Instruktor KDP/CMAS *** (M3) lub upoważniony Instruktor KDP/CMAS ** (M2)
- instruktorzy KDP/CMAS
- stosunek instruktor/kursanci 1:4

## Uprawnienia

### Uprawnienia (P1)
- nurkowanie do głębokości 20 m w towarzystwie przynajmniej jednej osoby o tych samych uprawnieniach, bądź wyższych KDP/CMAS (bądź analogicznych uprawnieniach innych organizacji);
- nurek z uprawnieniami KDP/CMAS * może ubiegać się o następujące specjalizacje i stopień P2 w ramach KDP/CMAS:
  - Nurkowanie w skafandrach suchych (PSS)
  - Płetwonurek archeolog (PA1)
  - Płetwonurek fotograf 1 (PF1)
  - Przygotowywanie mieszanin oddechowych (GB)
  - Płetwonurek nitroksowy 1 (PN1) – wymagane 15 nurkowań stażowych
  - Płetwonurek KDP/CMAS ** (P2) – wymagane 20 nurkowań stażowych, w tym 10 na głębokości większej niż 10 m
  - Nurkowanie pod lodem (PL1) – wymagane 25 nurkowań stażowych
  - Nurkowanie wrakowo-morskie (WM1) – wymagane 25 nurkowań stażowych

- nurek z uprawnieniami KDP/CMAS * może ubiegać się o następujące stopnie organizacji PADI:
  - Advanced Open Water Diver
  - Rescue Diver - wymagane 9 nurkowań stażowych (w tym jedno nocne), 1 nurkowanie poniżej 18 m, jedno nurkowanie na orientację

### Uprawnienia (P2)
- nurkowanie do głębokości 40 m w grupie z płetwonurkami o równorzędnych lub wyższych kwalifikacjach (przynajmniej jedna osoba w grupie musi być pełnoletnia).

### Uprawnienia (P3)
Płetwonurek KDP/CMAS*** (P3) ma prawo:
- organizować i prowadzić wyjazdy nurkowe w kraju i za granicą
- nurkować do głębokości 50 m z wykorzystaniem powietrza jako gazu dennego z partnerem o kwalifikacjach przynajmniej KDP/CMAS PGP lub KDP/CMAS*** (P3)
- kierować pod wodą zespołem płetwonurków mających stopnie KDP/CMAS * (P1), KDP/CMAS ** (P2), KDP/CMAS *** (P3) (lub równoważne kwalifikacje innych organizacji) w zakresie właściwych dla tych stopni głębokości
- uczestniczyć w procesie szkoleniowym pod bezpośrednim nadzorem instruktora, tj.:

1. nadzorować na powierzchni poprawność oraz kolejność przygotowywania się kursantów do nurkowania
2. sprawdzać poprawność montażu oraz kontrolować działanie sprzętu nurkowego kursantów przed ich wejściem do wody
3. dokonywać niezbędnych napraw w sprzęcie nurkowym na miejscu nurkowania
4. uczestniczyć wraz z instruktorem w demonstracji technik nurkowych pod wodą w charakterze pozoranta
5. zabezpieczać ratowniczo na powierzchni miejsce realizacji kursu nurkowego

Po kursie uczestnik otrzymuje wpis do Książki Płetwonurka KDP/CMAS i międzynarodowy certyfikat KDP/CMAS*** (P3)

### Uprawnienia (P4)
- Organizowanie i nadzorowanie nieszkoleniowych imprez płetwonurkowych o dużym zasięgu lub wysokim stopniu trudności (duże obozy i wyprawy turystyczne, ekspedycje nurkowe realizujące programy poznawcze)
- Kierowanie zespołem płetwonurków KDP/CMAS*** (P3) zatrudnionych w centrum nurkowym lub turystycznej bazie nurkowej